# Prelude to a fight
|  | Denne artikel er oprettet af botten Steenthbot ud fra en ekstern database. Den kan derfor have sproglige fejl eller mangler. Denne skabelon kan fjernes efter kontrol af indholdet. |

Prelude to a fight er en dansk dokumentarfilm fra 2008 instrueret af Mikkel Clausen og Andreas Bøggild Monies.

## Handling
To ambitiøse kvinder, en bokser og en klassisk pianist, forfølger begge den samme drøm om at "gøre det". Drevet og hjemsøgt af deres erindringer fra fortiden står de begge over for de kræfter og dæmoner, der opstår, ligesom deres drømme er ved at vise sig.

## Medvirkende
- Soyeon Lee
- Keisher McLeod